# Красноуфімський міський округ (Красноуфімськ)
Красноуфі́мський міський округ (рос. Красноуфимский городской округ) — адміністративна одиниця Свердловської області Російської Федерації.
Адміністративний центр — місто Красноуфімськ.

## Населення
Населення міського округу становить 38959 осіб (2018; 40445 у 2010, 44471 у 2002).

## Склад
До складу міського округу входять 5 населених пунктів:
| Населений пункт        | Населення, осіб (2002) | Населення, осіб (2010) |
| ---------------------- | ---------------------- | ---------------------- |
| Журавлиний Лог, селище | 7                      | 0                      |
| Красноуфімськ, місто   | 43595                  | 39765                  |
| Полухіно, селище       | 0                      | 0                      |
| Пудлінговий, селище    | 795                    | 644                    |
| Чорна Річка, селище    | 74                     | 36                     |